# Guilherme Martins da Veiga Calvão
Guilherme Martins da Veiga Calvão (Chaves, Vilela Seca, 18 de Junho de 1871 - ?) foi um proprietário e político português.

## Biografia
Filho de Guilherme Augusto Álvares Martins Calvão (1824 - ?) e de sua mulher Isabel Maria da Veiga (Chaves, 14 de Abril de 1838 - ?).
Tesoureiro da Câmara Municipal de Chaves durante os últimos anos da Monarquia. Pela sua fidelidade ao Rei D. Manuel II foi preso algum tempo depois da implantação da República.